# بارکونیون
بارکونیون (به فرانسوی: Barcugnan) یک کمون (فرانسه) در فرانسه است که در canton of Miélan واقع شده‌است. بارکونیون ۹٫۱۱ کیلومتر مربع مساحت دارد.